# La detectiu McLean
La detectiu McLean (títol original en anglès, Ties That Bind) és una sèrie de televisió dramàtica canadenco-estatunidenca que es va estrenar a Up TV el 12 d'agost de 2015. Consta de 10 episodis; la van cancel·lar després de la primera temporada. S'ha doblat i subtitulat al català.
La sèrie és protagonitzada per Kelli Williams com a l'experimentada agent de policia Allison McLean, que compagina la vida amb la seva feina, el seu marit Matt (Jonathan Scarfe) i els seus fills adolescents Jeff (Mitchell Kummen) i Rachel (Natasha Calis). La vida de l'Allison canvia quan el seu germà gran, en Tim Olson (Luke Perry), és detingut i enviat a la presó. Acull els seus fills adolescents bessons: el seu nebot i neboda Cameron (Rhys Matthew Bond) i Mariah (Matreya Scarrwener). L'Allison i la seva família s'han d'adaptar a la nova situació i unir forces.